# Bidet

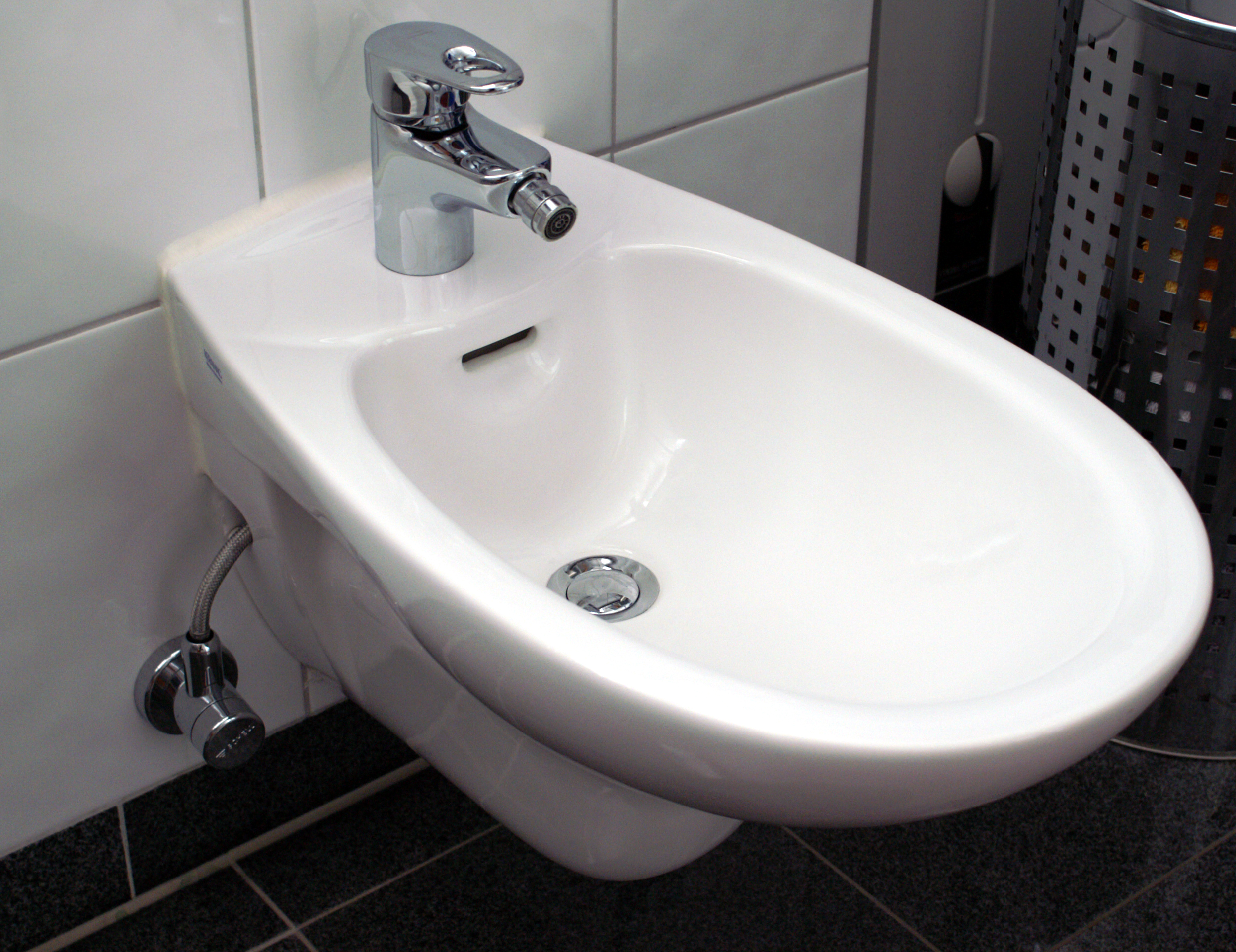
Một vòi xịt hiện đại của loại truyền thống

Bidet (vòi xịt vệ sinh) là một vật cố ống nước hoặc loại bồn rửa dùng để rửa bộ phận sinh dục, đáy chậu, mông bên trong và hậu môn của cơ thể con người. Nó có thể được đặt bên cạnh nhà vệ sinh trong phòng vệ sinh. Thiết bị này có thể kết hợp chỗ ngồi trong nhà vệ sinh với một chậu vệ sinh, và có thể điều khiển bằng điện tử.
"Bidet" là một từ vay mượn tiếng Pháp.

## Ứng dụng
Vòi xịt vệ sinh chủ yếu được sử dụng để rửa và làm sạch bộ phận sinh dục, đáy chậu, mông bên trong và hậu môn. Một số vòi xịt vệ sinh có một vòi thẳng đứng nhằm mục đích giúp dễ dàng rửa và rửa vùng đáy chậu và hậu môn. Vòi xịt riêng truyền thống giống như chậu rửa và có thể được sử dụng cho nhiều mục đích khác như rửa chân.

## Khía cạnh môi trường
Từ quan điểm môi trường, vòi xịt vệ sinh có thể làm giảm nhu cầu về giấy vệ sinh. Xét rằng một người bình thường chỉ sử dụng 1⁄8 gal Mỹ (0,47 l) nước để làm sạch một lần bằng cách sử dụng một chậu vệ sinh, ít sử dụng nước hơn so với làm giấy vệ sinh. Một bài báo trong Scientific American 
kết luận rằng việc sử dụng một giá thầu "ít gây căng thẳng cho môi trường hơn so với sử dụng giấy". Scientific American đã đăng bài rằng nếu Hoa Kỳ chuyển sang sử dụng vòi xịt, có thể tiết kiệm 15 triệu cây mỗi năm.

## Hình ảnh

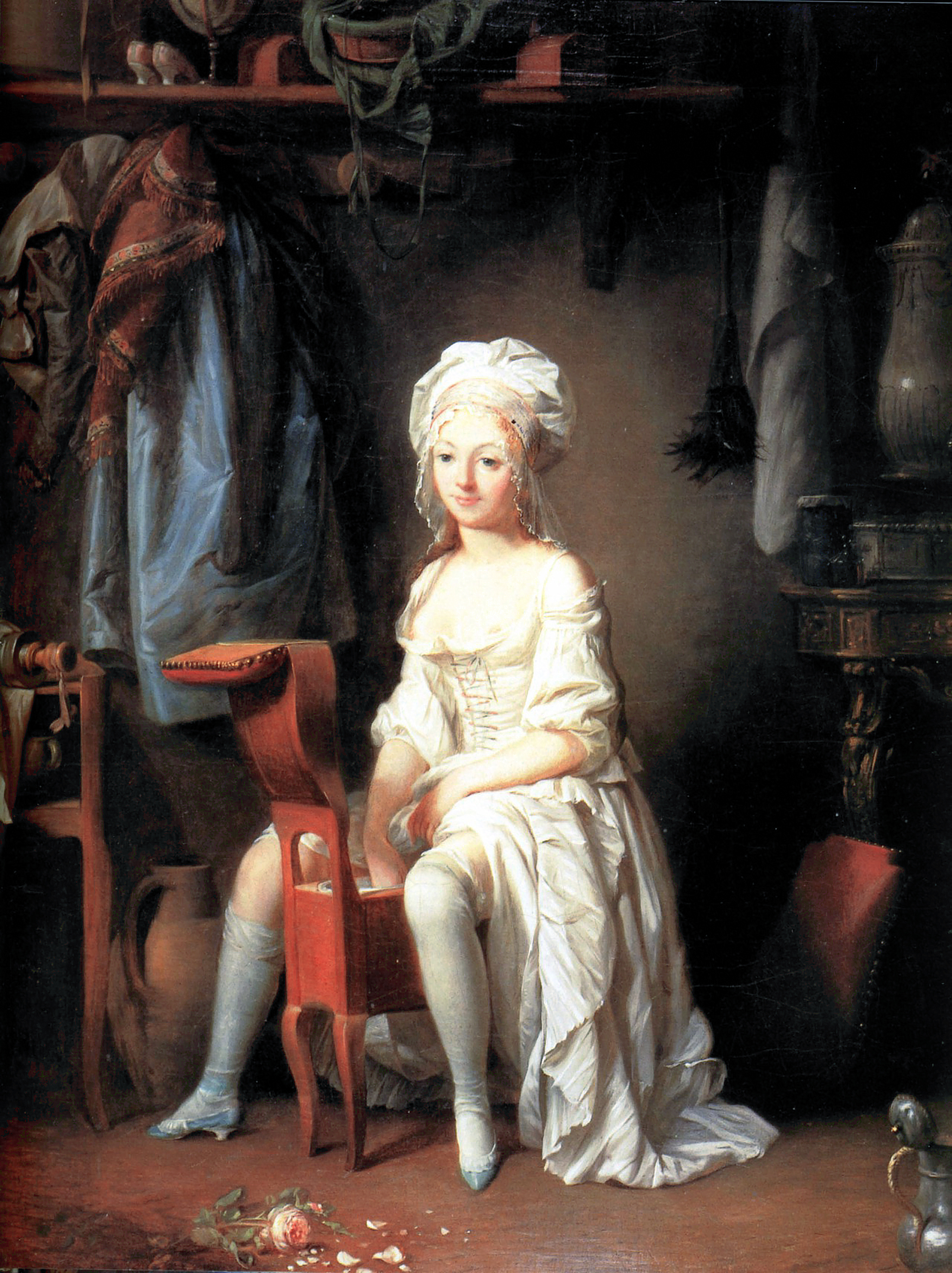
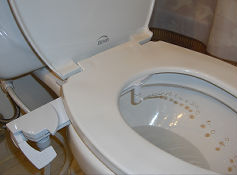
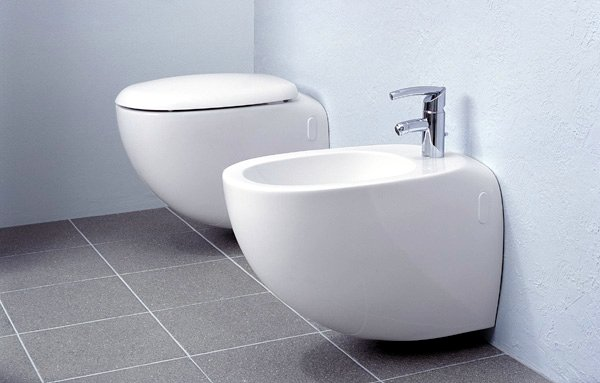